# Мартіна Мюллер (футболістка)
Мартіна Мюллер (нім. Martina Müller; нар. 18 квітня 1980) — колишня німецька футболістка. Чемпіонка світу та чемпіонка Європи у складі жіночої збірної Німеччини з футболу

## Ігрова кар'єра
У 1998 року Мартіна Мюллер приєднатися до чинного чемпіона Німеччини —«ФСВ Франкфурт».
У 2005 році вона перейшла до «Вольфсбурга», команди яка щойно вилетіла до другого дивізіону. Забивши за сезон 36 голів, Мюллер стала другою найкращою бомбардиркою другої Бундесліги, що допомогло її команді швидко знову повернутися до найвищого дивізіону Німеччини.
У складі «Вольфсбурга» Мартіна Мюллер провела десять років, ставши однією з легенд команди. Найбільш значним в її клубній кар'єрі став сезон 2012–13, в якому Мартіна виграла требл, вигравши золоті медалі одразу в трьох турнірах: в жіночій Лізі чемпіонів УЄФА, в Бундеслізі та в Кубку Німеччини. В травні 2013 року у фіналі Ліги чемпіонів на «Стемфорд Брідж» Мюллер реалізувала вирішальний пенальті в ворота французького «Ліону».
Після сезону 2014—2015 Мартіна Мюллер завершила кар'єру.

## Збірна
Дебютувала у складі національної збірної Німеччини в 2000 році у матчі проти США.
Свій перший міжнародний трофей за збірну Мюллер виграла на чемпіонаті Європи 2001 року.
Через два роки вона вже стала і чемпіонкою світу. На переможному мундіалі 2003 року Мюллер провела три матчі, в яких двічі забила.
На чемпіонаті світу, що проходив у Китаї в 2007 році, Мартіна Мюллер знову здобула золоті медалі. Вона брала участь у чотирьох матчах того турніру, у всіх з них вона виходила з лави запасних. В її активі був забитий гол в півфінальній грі проти Норвегії.

## Досягнення
Командні
- Бундесліга
  -  Переможниця (2): 2012–13 , 2013–14
- Кубок Німеччини
  -  Володарка (2): 2012–13 , 2014–15
- Ліги чемпіонів УЄФА
  -  Переможниця (2): 2012–13 , 2013–14

Збірна
- Чемпіон світу :
  -  Чемпіон (2): 2003, 2007
- Чемпіонат Європи :
  -  Чемпіон (2): 2001, 2009
- Олімпійскі ігри:
  -  Бронза (1): 2004